# جان كلود لورد
جان كلود لورد هو كاتب سيناريو ومخرج كندي، ولد في 6 يونيو 1943 في مونتريال في كندا.

## وصلات خارجية
- جان كلود لورد على موقع IMDb (الإنجليزية)
- جان كلود لورد على موقع ألو سيني (الفرنسية)
- جان كلود لورد على موقع أول موفي (الإنجليزية)
- جان كلود لورد على موقع قاعدة بيانات الأفلام السويدية (السويدية)
- جان كلود لورد على موقع قاعدة بيانات الفيلم (الإنجليزية)
- جان كلود لورد على موقع كينوبويسك (الروسية)